# Edip Yüksel
Edip Yüksel (nacido el 20 de diciembre de 1957 en Güroymak, Turquía) es un intelectual kurdo estadounidense y profesor de filosofía. Es considerado una de las principales figuras de los movimientos modernos de reforma islámica como el Coranismo (Quraniyoon) y es conocido por sus críticas y rechazo de las escuelas sunitas y chiitas del Islam. Autor de muchos libros sobre el Corán y el islam, ha ganado mucha atención a través de sus obras y discursos.
También es promotor de Evolución teísta, una comprensión que obtiene de la ciencia y el Corán, en lugar de Creacionismo. Específicamente, Yüksel es crítico con los creacionistas islámicos como Harun Yahya, conocido por su culto hedonista y negación del Holocausto. Yüksel es un exmiembro de United Submitters International.

## Biografía
Yüksel nació en Turquía en 1957 en una familia de origen kurdo. Su padre, Sadreddin Yüksel, un erudito islámico, enseñó árabe en una universidad turca. Su hermano Metin Yüksel, un activista islamista, fue asesinado por nacionalistas de extrema derecha. Yüksel dice que fue un islamista abierto de joven y que pasó años en prisión por sus opiniones. Yüksel dice que rompió con el islamismo en 1986 y adoptó la filosofía del Corán Solo como lo predicó Rashad Khalifa, la inspiración del  United Submitters International  cuyas creencias incluyen: la dedicación de todos las prácticas de adoración solo a Dios, defender el coranismo (aceptación únicamente del Corán como fuente de fe)  y rechazar a los tradicionalistas islámicos a los hadices y a la sunnah falsamente atribuidos a Mahoma. Debido a esto, el padre tradicionalista de Yüksel, Sadreddin, declaró a su hijo apóstata, y recibió muchas amenazas de muerte por parte de musulmanes extremistas. En 1989, Khalifa patrocinó su inmigración a los Estados Unidos. Yüksel se mudó a Tucson, ingresó a la universidad, obtuvo un título de abogado y se convirtió en un miembro destacado de United Submitters International. Se convirtió en ciudadano estadounidense en 1993.